# Ermita de Loreto (Xèrica)
L'Ermita del Loreto, és una ermita  catòlica del segle xvii, situada al nucli urbà (en una petita replaça que s'origina amb el carrer Loreto) de la localitat de Xèrica, a la comarca de l'Alt Palància. Està catalogada com Bé Immoble de Rellevància Local, presentant com a codi identificatiu 12.07.071-004.
Es tracta d'una petita edificació de fàbrica de maçoneria i pedres angulars, presentant pedra picada en finestres i portes. Presenta dues parts clarament definides, la capella original i l'atri previ, que és de construcció posterior. Així, la porta que és d'arc de llinda, amb dovelles està coberta per un pòrtic o porxo al costat de l'evangeli, que és la construcció nova que substitueix l'antic porxo que era de fusta, i va ser destruït, tot això en el costat de l'evangeli. També té espadanya, que se situa sobre la portada, construïda amb carreus i d'un sol tram.
L'espadanya (afegida posteriorment a la construcció de la capella original), se situa sobre el vessant esquerra del sostre, a dues aigües, de l'ermita, i presenta una sola campana, anomenada Sagrada Família, obra dels fonedors de Silla, Germans Roses, l'any 1940, amb un diàmetre de 29 centímetres i un pes de 14 quilograms.
Presenta planta d'una sola nau, amb capella i sagristia, a la qual s'accedeix per una porta de les mateixes característiques que la de l'entrada. Per la seva part la coberta de l'edifici és de volta bufada, encara que es creu que l'antiga havia de ser de  creueria. De totes maneres, tots dos cossos de la construcció estan coberts exteriorment amb teules a dues aigües amb poca vessant, però a diferents alçades. El sostre de la capella s'estén cobrint la sagristia que està adossada lateralment a aquesta.

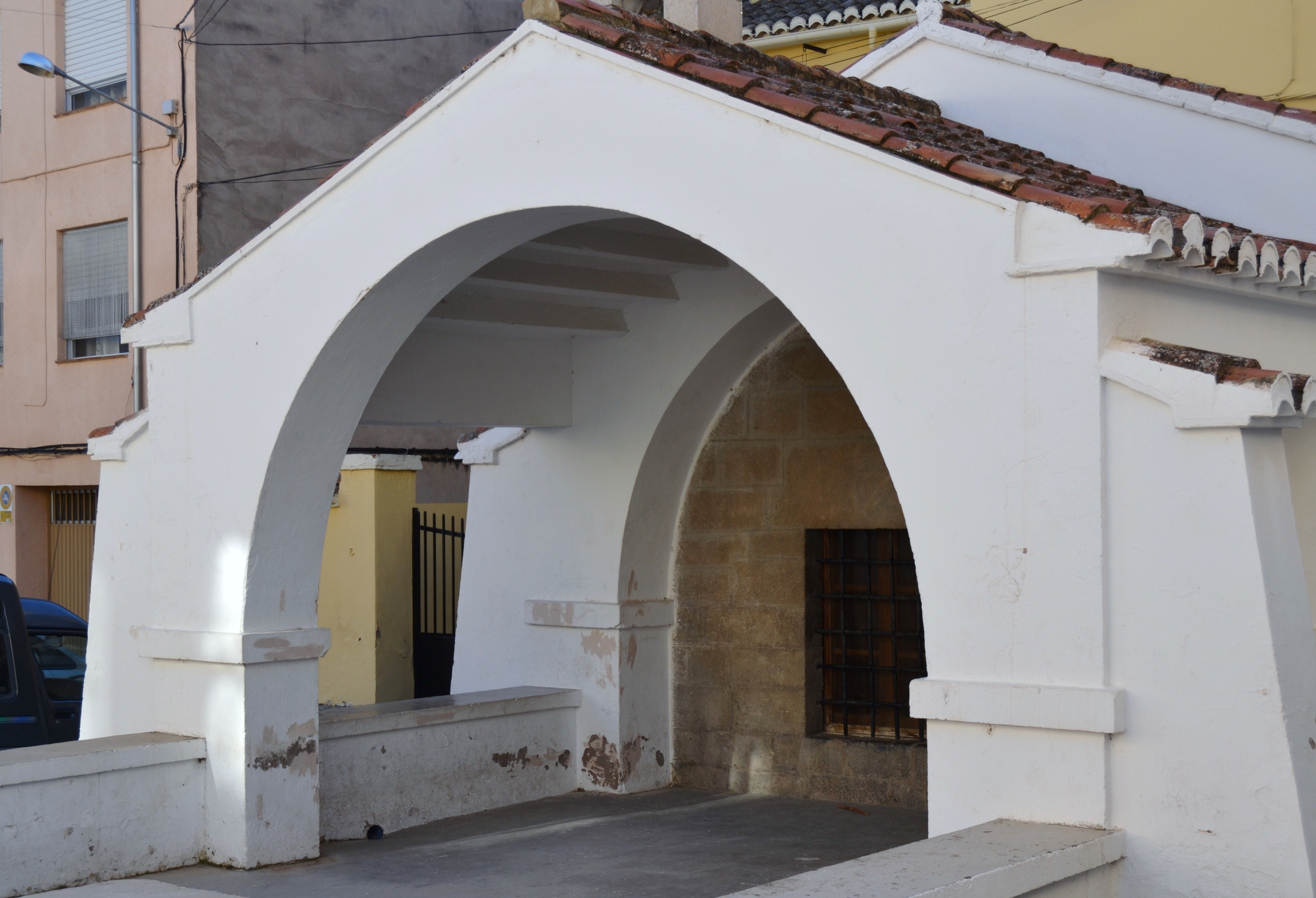
Porxo
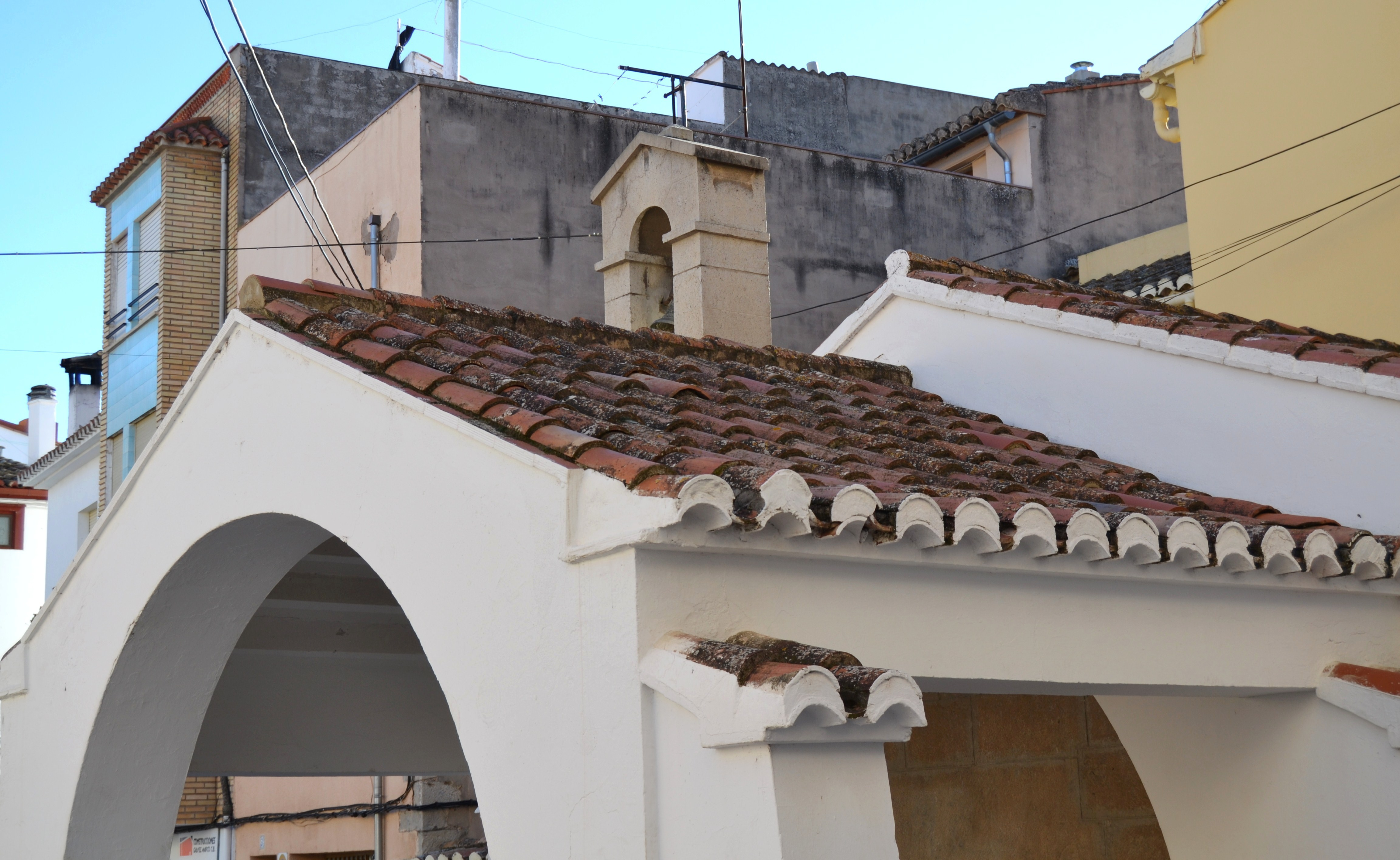
Teulada
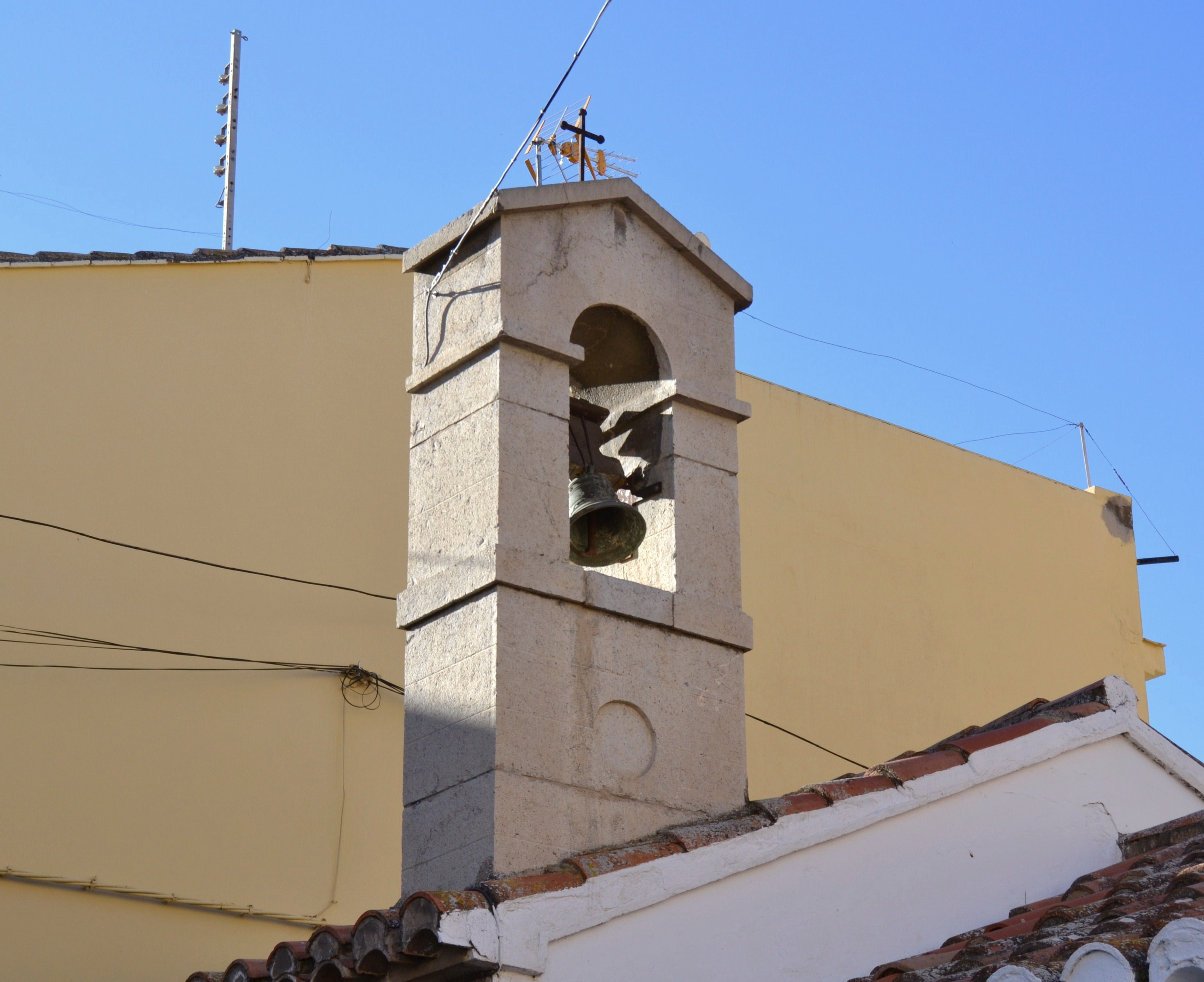
Espadanya

Pot destacar-se la finestra amb reixa de nusos datada al segle xvi que es troba als peus de la nau, ia través de la qual es podia assistir al culte des de fora de l'ermita. L'ermita pertanyia a l'antic Hospital de Pobres, al qual estava adossada, que se situava a la mateixa plaça on es troba actualment l'ermita.
En el seu interior presenta el sòl escacat, amb sòcol de pedra i de la volta bufada penja un llum de vidre. El retaule de l'altar té una fornícula rectangular de vidre on se situa la imatge de la Verge amb el Nen sobre la seva casa de Loreto.
La festivitat del Loreto se celebra el 8 de setembre, data en què es realitzen diversos festejos, entre els quals destacaven els actes religiosos i populars, que amb el temps han anat entrant en decadència, reduint-se en l'actualitat s l'ofici d'una missa el dia de l'advocació mariana de la Mare de Déu del Loreto, sent aquesta única ocasió en què se celebra culte a l'ermita.